# Kesselsdorf
Kesselsdorf is een stadsdeel van de Saksische stad Wilsdruff met de status van een gemeente. De plaats bevindt zich in het district Sächsische Schweiz-Osterzgebirge, direct aan de stadsgrens van de Saksische hoofdstad Dresden. In het jaar 1223 werd Kesselsdorf voor het eerst genoemd en in 2001 werd het bij Wilsdruff gevoegd.